# الخزانات والسدود في السودان

## الخزانات والسدود في السودان
السد هو الحاجز الذي يقسم المياه بقصد الاحتفاظ بها من أجل الاستعمال القريب أو البعيد، مع إمكانية إستخدامها في توليد الكهرباء.
يتمتع السودان بموارد مائية كبيرة وبنيات أساسية للري، وقد بدأت مشروعات الري بغرض الزراعة المروية في السودان بإنشاء أول طلمبة بمشروع الزيداب الزراعي في العام 1906م، ومن ثم نشأت مصلحة الري مع بداية مشروع الجزيرة في العام 1925م. وبعد استقلال السودان في العام 1956م زادت المساحات المروية فازداد الطلب على مياه الري؛ وتم التوقيع على إتفاقية مياه النيل بين مصر والسودان عام 1959م، وبموجبها تمكن السودان من تشييد خزاني الروصيرص وخشم القربة بغرض التوسع في عمليات الري.

### نشأة الخزانات والسدود في السودان
بدأ إنشاء الخزانات والسدود بإنشاء خزان سنار بغرض ري مشروع الجزيرة في العام 1925م، بسعة تبلغ 9 مليارات متر3، ثم أنشأت مصر خزان جبل أولياء في العام 1938، بسعة تبلغ 3 مليارات متر3، ثم تم إنشاء خزان الروصيرص بسعة 4,3 مليار متر3، وخزان خشم القربة بسعة 3,1 مليار متر3.
يستخدم خزاني سنار والروصيرص لري مشروع الجزيرة وامتداد المناقل وجميع مشاريع الري على النيل الأزرق، وأيضاً بغرض التوليد الكهربائي والتحكم في الفيضان، ويروي خزان خشم القربة مشروع حلفا الجديدة، أما خزان جبل الأولياء فيستخدم في ري مشاريع النيل الأبيض.
ويلعب الري دوراً أساسياً في زراعة المشاريع المروية التي تبلغ 20% من جملة الأراضي الزراعية في السودان.

### أهداف إنشاء السدود في السودان
- إنتاج الطاقة الكهربائية.
- توفير مصدر طاقة رخيص نسبياً لتحسين الزراعة المروية في البلاد.
- استخدام الطاقة الكهربائية لإستغلال المياه الجوفية للتوسع في الزراعة.
- إنشاء مشاريع صناعية وصناعات غذائية ومشاريع تعدين تعتمد على الكهرباء كمصدر رئيسي للطاقة.
- إدخال صناعة الأسماك في بحيرات المشروعات.
- حماية مناطق المجاري الدنيا من الفيضانات المدمرة.
- تحسين الملاحة النهرية.
- تحسين مستوى المعيشة بالنسبة للسكان المحليين.
- تخفيف العبء على السدود القائمة، خاصة فيما يتعلق بالتضارب في استخدام المياه بين الري وإنتاج الطاقة.

### مميزات السدود
- التوسع في الرقعة الزراعية وتنويع المحاصيل وبالتالي رفد دائرة الإنتاج وبخاصة في الزراعة والصناعة باحتياجاتهما من الطاقة.
- استخدام وسائل للري أقل كلفة (الري الانسيابي).
- زيادة الطاقة الكهربائية المولدة.
- توفير فرص إحلال الطاقة الكهربائية مكان المواد البترولية، وما يقتضيه ذلك من خفض تكاليف الإنتاج وزيادة مردودية الأنشطة الاقتصادية المختلفة، فضلاً عن دخول الكهرباء وتوفير خدماتها للقطاع المنزلي ما من شأنه توسيع السوق أمام بعض المنتجات التي يتطلب إستهلاكها وجود خدمات الإمداد الكهربائي.
- توفير مياه الشرب لبعض المناطق التي يشح فيها الماء.
- تلطيف المناخ وبالتالي زيادة هطل المطر.
- حفظ التربة من الانجراف أثناء انحدار السيول والتخفيف من أضرارها.
- تساهم في زيادة تخزين المياه الجوفية.
- رفع المستوى المعيشي للسكان.

### مميزات التوليد المائي
- يعتبر التوليد المائي هو الخيار الأول في خيارات الطاقة للأسباب الآتية:
- مشاريع السدود المائية تنتج طاقة عالية (التوربينة الواحدة تولد حوالي 800 ميغاواط)، بالمقارنة مع الطاقة الشمسية التي تولد ما لايزيد عن 10 ميغاواط، وطاقة الرياح التي لا تزيد عن 5 ميغاواط.
- الطاقة المائية هي الأرخص تكلفة (1.5 دولار لإنتاج 1 ميقاواط)، بينما تكلف الطاقة الشمسية 15 دولاراً.